# Verbandsgemeinde Birkenfeld
La comunità amministrativa di Birkenfeld (Verbandsgemeinde Birkenfeld) si trova nel circondario di Birkenfeld nella Renania-Palatinato, in Germania.

## Comuni
Fanno parte della comunità amministrativa i seguenti comuni:
| Comune, città               | Sup. (km²) | Abitanti |
| --------------------------- | ---------- | -------- |
| Abentheuer                  | 6,12       | 430      |
| Achtelsbach                 | 9,70       | 399      |
| Birkenfeld, Stadt           | 13,58      | 7 075    |
| Börfink                     | 8,22       | 163      |
| Brücken                     | 13,62      | 1 258    |
| Buhlenberg                  | 8,44       | 478      |
| Dambach                     | 2,98       | 143      |
| Dienstweiler                | 6,69       | 328      |
| Elchweiler                  | 2,15       | 99       |
| Ellenberg                   | 2,01       | 96       |
| Ellweiler                   | 7,46       | 322      |
| Gimbweiler                  | 5,53       | 385      |
| Gollenberg                  | 3,25       | 118      |
| Hattgenstein                | 8,21       | 246      |
| Hoppstädten-Weiersbach      | 17,87      | 3 568    |
| Kronweiler                  | 3,51       | 306      |
| Leisel                      | 8,82       | 530      |
| Meckenbach                  | 3,78       | 113      |
| Niederbrombach              | 7,28       | 488      |
| Niederhambach               | 9,77       | 328      |
| Nohen                       | 7,50       | 322      |
| Oberbrombach                | 6,56       | 404      |
| Oberhambach                 | 5,11       | 247      |
| Rimsberg                    | 3,20       | 117      |
| Rinzenberg                  | 11,33      | 314      |
| Rötsweiler-Nockenthal       | 3,21       | 467      |
| Schmißberg                  | 1,68       | 205      |
| Schwollen                   | 8,83       | 427      |
| Siesbach                    | 7,43       | 362      |
| Sonnenberg-Winnenberg       | 2,87       | 422      |
| Wilzenberg-Hußweiler        | 6,46       | 274      |
| Verbandsgemeinde Birkenfeld | 213,14     | 20 434   |

(Abitanti al 31 dicembre 2021)